# ساندور زامبو
ساندور زامبو (بالمجرية: Zámbó Sándor)‏ (بالمجرية: Sándor Zámbó)، من مواليد 10 أكتوبر 1944 ، لاعب كرة قدم هنغاري سابق.
لعب مع منتخب هنغاريا لكرة القدم.

## روابط خارجية
- ساندور زامبو على موقع قاعدة بيانات كرة القدم.إي يو (الإنجليزية)
- ساندور زامبو على موقع ناشيونال فوتبول تيمز (الإنجليزية)